# Tetrastigma dubium
Tetrastigma dubium là một loài thực vật hai lá mầm trong họ Nho. Loài này được (Lawson) Planch. miêu tả khoa học đầu tiên.